# كونغا

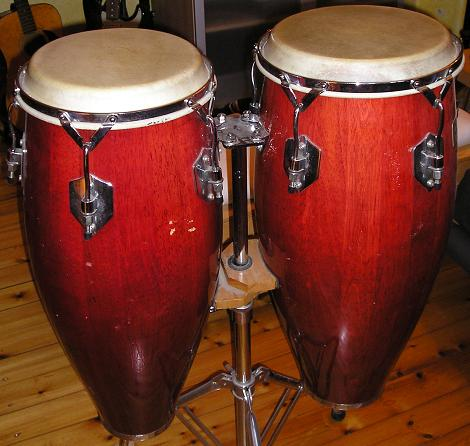
طبلة كُنغَة

الكُنغة أو (نقحرة: كونغا) (بالإنجليزية: Conga)‏، وتعرف أيضا باسم تومبادورا(بالإنجليزية: tumbadora)‏، هو طبل طويل وضيق القوام يعود أصله من كوبا. تشبه طبول الكُنغَة البرميل وتصنف إلى ثلاثة أنواع: كوينتو (طبل رئيسي)، تريس دوس أو تريس غولبيس (وسط)، وتومبا أو ساليدور (الأدنى). تستخدم الكُنغَة عادة في الأصناف الموسيقية الأفرو كوبية مثل الكُنغَة والرومبا، على الرغم من أنها الآن شائعة في أشكال أخرى من الموسيقى اللاتينية، بما في ذلك ديسكارجا والجاز الأفريقي الكوبي، السالسا، سونغو، ميرينجو والصخور اللاتينية.